# Rignac (Lot)
Rignac è un comune francese di 279 abitanti situato nel dipartimento del Lot nella regione dell'Occitania.

## Società

### Evoluzione demografica
Abitanti censiti